# Советские учебные гранаты
Учебные гранаты — специальные учебные модификации боевых гранат; применяются для первоначального обучения солдат и курсантов при отработке навыков обращения с гранатами и метания.
В Советском Союзе выпускались учебные гранаты трёх типов: разрезные, учебно-тренировочные и учебно-имитационные.

## Разрезные гранаты
Разрезные гранаты представляют собой охолощённые боевые гранаты, у которых вырезана часть стенок корпуса и запала, так, чтобы были видны все внутренние детали. Такие гранаты предназначены для демонстрации устройства гранаты, изучения работы всех её частей и механизмов, заряжания (вставления запала), подготовки к метанию, и разряжания. Выпускались разрезные гранаты РГ-42, РГД-5, Ф-1, противотанковая РКГ-3, а также выстрел ПГ-7В для гранатомёта РПГ-7.

## Учебно-тренировочные гранаты

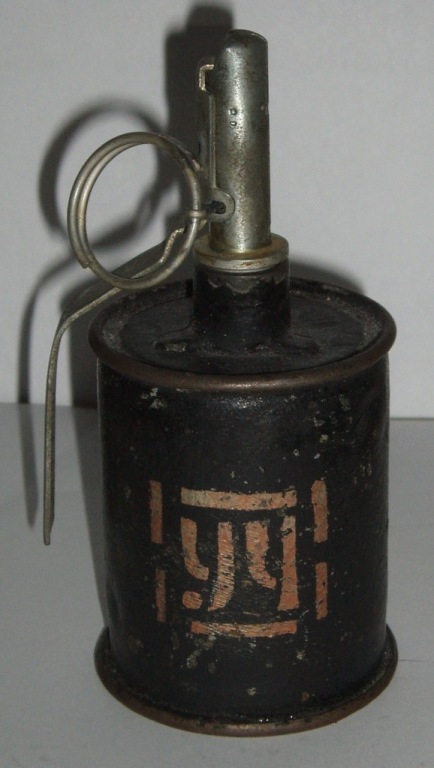
Учебно-тренировочная РГ-42

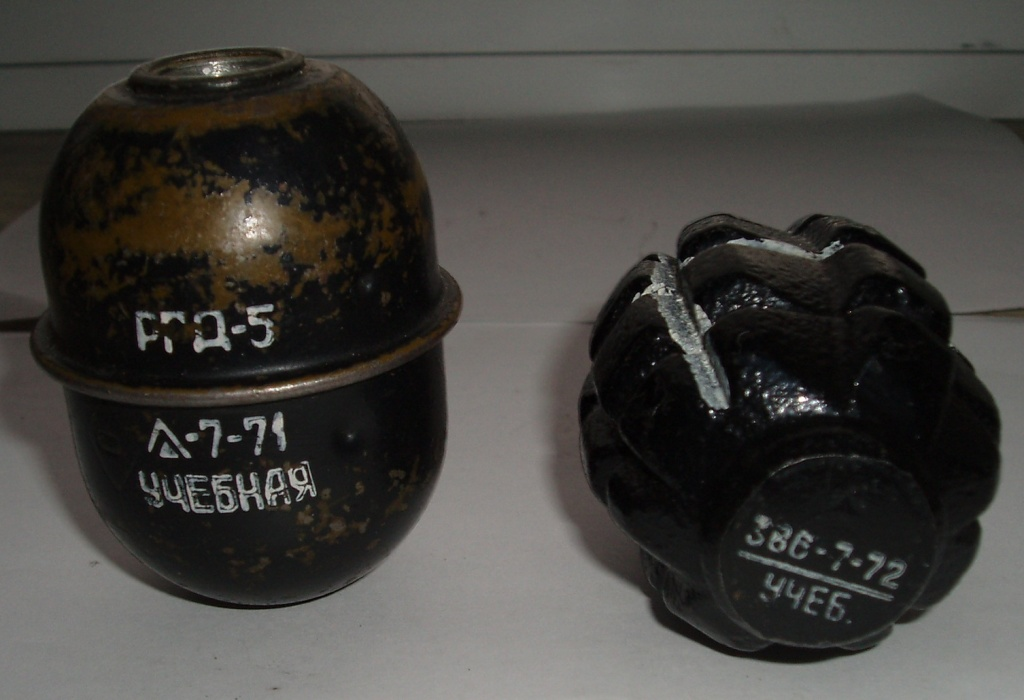
Учебно-тренировочные РГД-5 и Ф-1 (без запалов)

Учебно-тренировочные гранаты по форме и весу точно имитируют настоящие гранаты; для обеспечения точного веса вместо взрывчатого вещества насыпается песок или обрезки металла. Запал, предохранительная чека, кольцо и спусковой рычаг так же точно имитируют боевой запал УЗРГМ. Чтобы отличать от боевых, учебно-тренировочные гранаты окрашиваются в чёрный цвет и на корпусе наносятся буквы «Уч». Такие гранаты применяются при обучении правилам обращения с гранатами, заряжанию, разряжанию, и отработке метания гранаты из различных положений — в пешем порядке, из окопов, из бронетранспортёров и т. д. Выпускались учебно-тренировочные гранаты РГ-42, РГД-5, Ф-1 и противотанковая РКГ-3.

## Учебно-имитационные гранаты
Учебно-имитационные гранаты не только копировали форму и вес, но и имитировали взрыв гранат звуковым и дымовым эффектом с помощью небольшого заряда дымного пороха. Внешне они отличались наличием отверстия в днище корпуса, через которое при имитации взрыва выходили пороховые газы. В отличие от разрезных и учебно-тренировочных гранат, которые назывались так же, как и их боевые прототипы, только с добавлением слова «разрезная» или «учебно-тренировочная», учебно-имитационные гранаты имели другие названия: граната имитирующая Ф-1 называлась УРГ (учебная ручная граната), та, что имитировала РГД-5, называлась УРГ-Н (учебная ручная граната наступательная), а имитирующая РГК-3 имела название УПГ-8 (учебная противотанковая граната). Учебно-имитационной гранаты на базе РГ-42 не выпускалось.

#### Устройство учебно-имитационных гранат УРГ и УРГ-Н

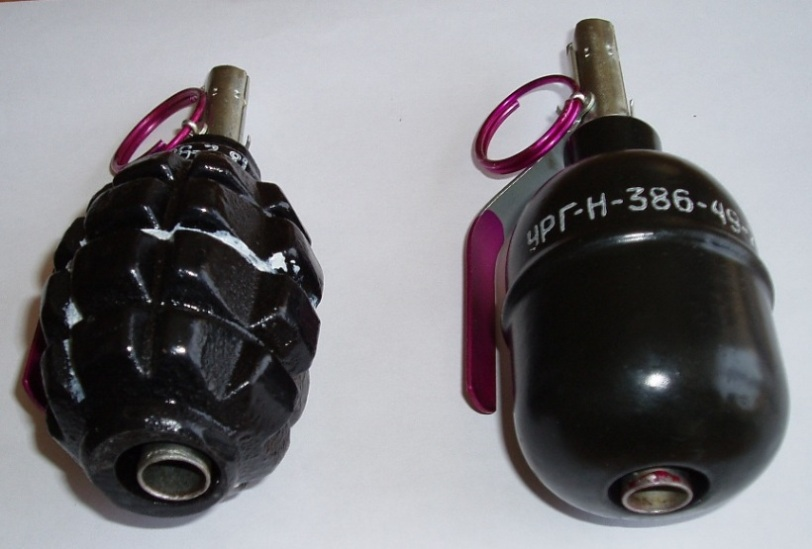
УРГ и УРГ-Н

Корпусом для этих гранат служат корпуса боевых гранат Ф-1 и РГД-5 соответственно, но в днище корпуса сделано отверстие для выхода пороховых газов и усиления звука. Имитационный запал состоит из ударного механизма и имитационной части, между которыми проложена переходная втулка. Ударный механизм устроен так же, как у запала УЗРГМ, только ударник у него немного длиннее. Имитационная часть также состоит из тех же частей, что и у УЗРГМ, но вместо капсюля-детонатора она имеет специальную гильзу с зарядом дымного пороха. При повторном использовании гранаты меняются только ударник и имитационная часть запала. Остальные части запала и корпус гранаты используются многократно.
Учебно-имитационные гранаты не только позволяют отрабатывать навыки метания, но и вырабатывают чувство времени, так как «взрыв» имитационного запала происходит через 3,2—4,2 секунды, как и в боевых гранатах.